# 古市梨乃
古市 梨乃（ふるいち りの、1999年6月18日 - ）は、日本の女子バレーボール選手である。

## 来歴
大阪府豊能郡豊能町出身。両親と姉の影響で小学2年生からバレーボールを始める。
四天王寺高等学校、順天堂大学を経て、2021/22シーズン、V.LEAGUE DIVISION1 WOMEN（V1女子）に所属するヴィクトリーナ姫路の内定選手となった。内定選手としてV1女子の試合に出場し、Vリーグデビューを果たした。
2022年、大学卒業後に、ヴィクトリーナ姫路に入団した。
2023-24シーズンより、姫路での背番号が18から12に変更となった。
2024年、姫路を退団。KUROBEアクアフェアリーズ富山に入団した。

## 所属チーム
- 四天王寺高等学校（2015-2018年）
- 順天堂大学（2018-2022年）
- ヴィクトリーナ姫路（2022-2024年）
- KUROBEアクアフェアリーズ富山（2024年-）